# 瓦德兰库尔
瓦德兰库尔（法語：Wadelincourt，法語發音：[vadlɛ̃kuʁ]）是法国阿登省的一个市镇，属于色当区。

## 地理
瓦德兰库尔（49°41'7"N, 4°56'27"E）面积4.22 平方千米，位于法国大東部大區阿登省，该省份为法国北部内陆省份，西接埃纳省，南至马恩省，东临默兹省，北与比利时接壤。
与瓦德兰库尔接壤的市镇（或旧市镇、城区）包括：巴朗、舍沃日、努瓦耶蓬莫吉、色当。

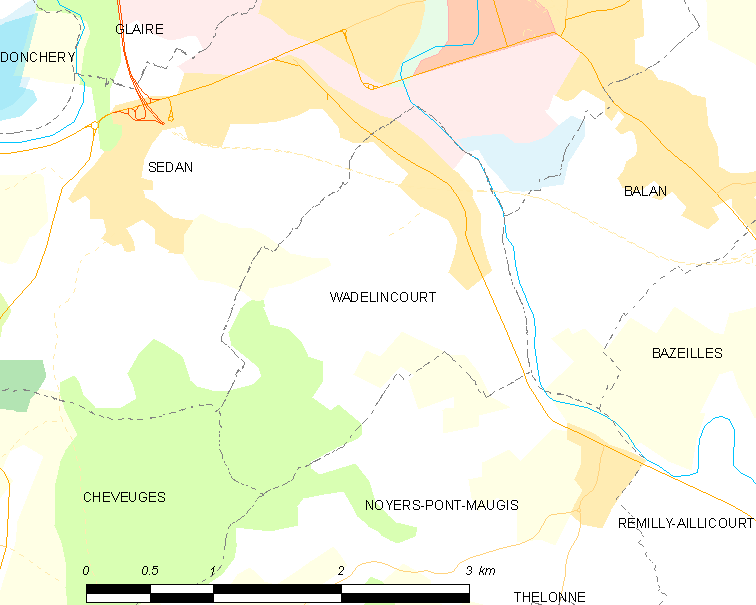
瓦德兰库尔的OSM定位图

瓦德兰库尔的时区为UTC+01:00、UTC+02:00（夏令时）。

## 行政
瓦德兰库尔的邮政编码为08200，INSEE市镇编码为08494。

## 政治
瓦德兰库尔所属的省级选区为色当第一县。

## 人口

1962-2008年间瓦德兰库尔人口变化图示

瓦德兰库尔于2022年1月1日时的人口数量为447人。